# Nasser Khalili
Nasser David Khalili (persa: ناصر داوود خلیلی, Isfahán, 18 de diciembre de 1945) es un coleccionista de arte y filántropo iraní afincado en Londres. Tiene además las nacionalidades británica y estadounidense. Posee una de las colecciones de arte islámico más importantes del mundo.

## Biografía
Nacido en una familia judía de mercaderes, se mudó con cinco años a Teherán, y a los ocho años acompañaba a su padre en sus transacciones. 
Completó su servicio miliatar y en 1967 se fue a vivir a Estados Unidos.
Estudió computación en el Queens College de la Universidad de la Ciudad de Nueva York doctorándose en arte islámico en 1988 con una tesis sobre laca islámica en la Escuela de Estudios Orientales y Africanos.
Comenzó su carrera como coleccionista en Nueva York, pasando algo de tiempo en Londres, en los años 1970.
En 1995, fundó la Maimonides Foundation y es embajador de buena voluntad por la UNESCO.